# القطيع (فلم 2015)
القطيع (بالإنجليزية: The Pack) هو فيلم رعب وإثارة، تم انتاجه في أستراليا وصدر سنة 2015. الفيلم من بطولة جاك كامبل وانا ليز فيليبس.

## القصة
عائلة تعيش في قرب غابة تجد في أحد الأيام خرافها موتى وفي نفس الليلة يتعرض منزلهم لهجوم من قبل قطيع من الذئاب الشرسة تريد قتلهم يستمر الصراع حتى الفجر

## وصلات خارجية
- مقالات تستعمل روابط فنية بلا صلة مع ويكي بيانات

القطيع على IMDB
القطيع على Rotten tomatos